# Андреј Јерјоменко
Андреј Јерјоменко (рус. Андре́й Ива́нович Ерёменко; Марковка, 14. октобар 1892. — Москва, 19. новембар 1970) био је маршал Совјетског Савеза
Од 1913. служио у руској царској војсци. Учествовао на страни Совјетске Русије у грађанском рату 1918—1920. Члан КПСС од 1918. Од 1919. до 1939. на служби у 14. коњичкој дивизији, у којој је вршио дужности од командира извиђачког одељења, до команданта дивизије. Војну академију М. В. Фрунзе завршио 1935. Командант 6.козачког корпуса постао је 1939, а командант 1. самосталне армије на Далеком истоку 1940. У Другом светском рату, био је 1941. најпре заменик, а затим командант западног, па Брјанског фронта, који је затварао московски правац. У 1942. Јерјоменко је командант 4. ударне армије, Југоисточног, па Стаљинградског фронта, чије су јединице учествовале у стаљинградској бици. У 1943. командант Јужног и Калињинског фронта, који су успешно учествовали у општој совјетској офанзиви. У 1944. командовао самосталном Приморском армијом, која је ослободила Крим; затим 2. прибалтичким фронтом, који је избио на Ришки залив, и учествовао у ослобођењу Риге. Од априла 1945. Јерјоменко је командант 4. украјинског фронта, чије кроз Словачку надирале у правцу Прага. После Другог светског рата је командант Прикарпатског, Западносибирског и Севернокавкавског војног округа, а од маја 1958. Генерални инспектор Министарства одбране СССР. Написао је више дела о Другом светском рату (На западном правцу, Београд, 1961; Стаљинград, Београд, 1965. и др.).